# Partenope Naples
Maillots
Le Partenope Napoli est un club italien de basket-ball fondé en 1957 et basé dans la ville de Naples, en Campanie. Le club, issu du club omnisports de la Polisportiva Partenope Napoli, est actuellement (2006) en Série C1 (5e division nationale), mais a connu l'élite du championnat italien dans les années 1960-1970 sous la dénomination de Fides Partenope.

## Palmarès
- Vainqueur de la Coupe des coupes : 1970
- Vainqueur de la Coupe d'Italie : 1968